# تیگران ساهاکیان
تیگران وازگنی ساهاکیان (Տիգրան Վազգենի Սահակյան؛ زادهٔ ۱۹۵۷) یک سیاستمدار و وکیل اهل ارمنستان است که از تاریخ ژوئیه ۲۰۲۱ تا کنون سمت ریاست دادگاه تجدیدنظر جنایی جمهوری ارمنستان را برعهده دارد. وی پیشتر نیز از تاریخ ۲۰۰۸ تا تاریخ ۲۰۱۶ این سمت را برعهده داشت.

## زندگی‌نامه
در ۱۹۵۷ در ایروان به دنیا آمد و از دانشکده حقوق دانشگاه دولتی ایروان فارغ‌التحصیل شد. 